# Empty Socks
Pour plus de détails, voir Fiche technique et Distribution.
Empty Socks est un court métrage d'animation américain de la série Oswald le lapin chanceux, produit par les studios Disney et sorti le 12 décembre 1927.

## Synopsis
Oswald se déguise en Père Noël pour un orphelinat mais des enfants mettent le feux par accident à l'établissement. Oswald fait donc office de pompier.

## Fiche technique
- Titre : Empty Socks
- Titre de travail : Xmas Story[1]
- Série : Oswald le lapin chanceux
- Réalisateur : Walt Disney et Ub Iwerks
- Animateur[1] : Ub Iwerks, Hugh Harman, Rollin Hamilton
- Camera[1] : Mike Marcus
- Producteur : Charles Mintz
- Production : Disney Brothers Studios sous contrat de Robert Winkler Productions
- Distributeur : Universal Pictures
- Date de sortie : 12 décembre 1927[1],[2],[3]
- Autres dates[1] :
  - Dépôt de copyright : 23 novembre 1927 par Universal
  - Première à New York : le 25 décembre 1927 au Roxy Theater en première partie de Silk Legs
- Format d'image : Noir et Blanc
- Durée : 7 min
- Langue : (en)
- Pays de production :  États-Unis

## Commentaires
Le 11 décembre 2014, la Bibliothèque nationale norvégienne annonce avoir retrouvé grâce à sa campagne de numérisation de ses fonds deux bobines du court métrage Empty Socks soit près de 5 minutes alors que seule une séquence de 25 secondes était conservée au MOMA. Le court métrage Empty Socks est la première production Disney associée au thème de Noël, dont il ne manque désormais que 30 à 60 secondes au milieu.